# Plaisirs de Paris (film, 1952)
Pour l’article homonyme, voir Plaisirs de Paris (film, 1932).
Pour plus de détails, voir Fiche technique et Distribution.
Plaisirs de Paris est un film français réalisé par Ralph Baum et sorti en 1952.

## Synopsis
Jean-Pierre Régnier est un jeune compositeur talentueux qui n'arrive pas à faire jouer la revue qu'il a écrite. Dans les coulisses de l'Alhambra, théâtre musical parisien, il croise Violette, une jeune vedette de music-hall qu'il prend pour une humble bouquetière, alors qu'elle est la protégée de Maroni, le directeur du théâtre. Quiproquos, ruses, fâcheries..., mais tout s'arrange pour le bonheur de Violette et Jean-Pierre.

## Fiche technique
- Titre : Plaisirs de Paris
- Réalisateur : Ralph Baum, assisté de Tony Aboyantz
- Scénario : Jacques Companeez
- Dialogues : Louis Martin
- Costumes : Rosine Delamare
- Décors : Jean d'Eaubonne et Georges Wakhévitch
- Photographie : Robert Lefebvre
- Musique : Fred Feed 
  - Auteur des chansons : Maurice Vandair
- Chorégraphe : Anita Avila
- Son : Antoine Petitjean
- Montage : Victoria Mercanton
- Société de production : Speva Films
- Pays :  France
- Format : Noir et blanc - 1,37:1 - 35 mm - Son mono
- Genre : Film dramatique
- Durée : 90 min
- Date de sortie : France - 21 novembre 1952
- Affiche : Roger Rojac (France)

## Distribution
- Roland Alexandre : Jean-Pierre, un jeune compositeur talentueux
- Geneviève Page : Violette, une jeune vedette de music-hall
- Lucien Baroux : Maroni, le directeur d'un célèbre music-hall
- Lilo : Lilo
- Jean Parédès : Albert
- Max Elloy : Léon
- Marcel Rouzé
- Guy Marly
- Gaston Rey